# Ruud Brood
Ruud Brood (Gorinchem, 19 ottobre 1962) è un allenatore di calcio ed ex calciatore olandese, di ruolo centrocampista.

## Allenatore

### NAC Breda
Nel 2019 viene confermato sulla panchina del NAC Breda subentrando a Mitchell van der Gaag. Dopo il pareggio casalingo per 1-1 contro il VVV-Venlo all’esordio sulla panchina del club olandese, il NAC vince per 2-1 sul campo della diretta avversaria per la lotta salvezza dell’Excelsior, rivelandosi, inoltre, come prima ed unica vittoria esterna del club in campionato. Nonostante l’impatto positivo di Ruud, nelle restanti partite il NAC conquista solo un punto, ottenuto nel pareggio casalingo per 1-1 contro il Emmen. Questa tendenza negativa porta il club ad una retrocessione matematica con una giornata di anticipo, sconfitto per 2-1 dall’Heerenveen. Viene comunque confermato con un contratto biennale.

## Palmares

### Giocatore

#### Competizioni nazionali
- Campionato olandese: 1

Feyenoord: 1983-1984
- Coppa dei Paesi Bassi: 1

Feyenoord: 1983-1984

### Allenatore

#### Competizioni nazionali
- Eerste Divisie: 2

RKC Waalwijk: 2010-2011
NEC: 2014-2015